# Henry DeWolf Smyth
Henry DeWolf "Harry" Smyth (1 de mayo de 1898 - 11 de septiembre de 1986) fue un físico, diplomático y burócrata estadounidense que desempeñó una serie de roles claves en el desarrollo inicial de la energía nuclear. Educado en la Universidad de Princeton y en la Universidad de Cambridge, fue catedrático en el Departamento de Física de Princeton de 1924 a 1966. Dirigió el departamento de 1935 a 1949. Su primera investigación trató sobre la ionización de gases, pero sus intereses cambiaron hacia la física nuclear a mediados de los años 1930.
Durante la Segunda Guerra Mundial, fue miembro de la sección Uranio del National Defense Research Committee y consultor del Proyecto Manhattan. Escribió la primera historia pública oficial del Proyecto Manhattan, que fue conocido como el Informe Smyth.
Como miembro de la Comisión de Energía Atómica de Estados Unidos de 1949 a 1954, Smyth alertó en vano contra el desarrollo de la bomba de hidrógeno y en favor del control internacional de armas nucleares. Fue el único miembro de la comisión que votó contra el despojo de la habilitación de seguridad a Robert Oppenheimer. Sirvió como representante estadounidense en el Organismo Internacional de Energía Atómica de 1961 a 1970, donde desempeñó un papel importante en la realización del Tratado de No Proliferación Nuclear.
Recibió el Atoms for Peace Award en 1968 y el Distinguished Honor Award del Departamento de Estado de los Estados Unidos en 1970.